# Неспання

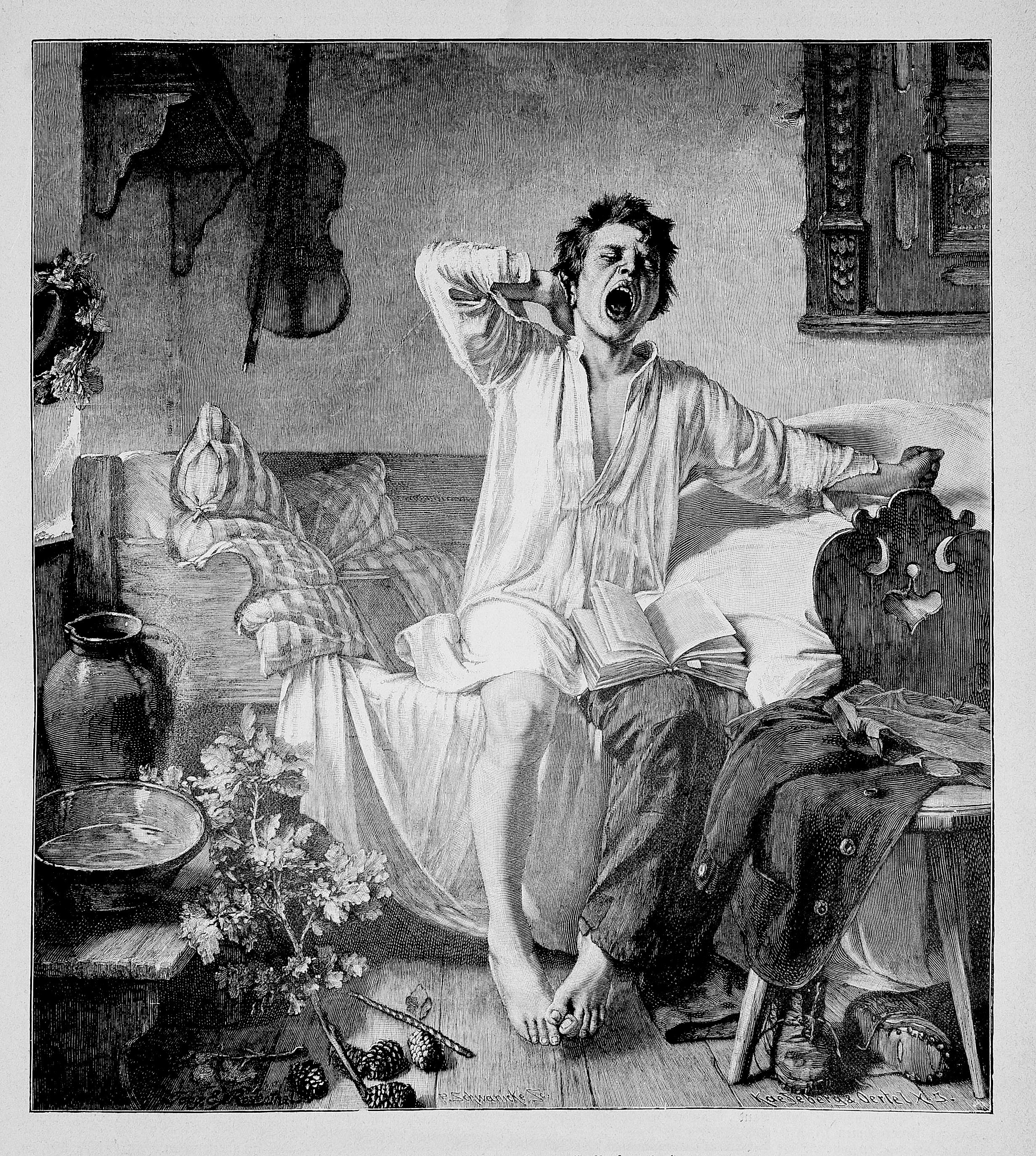
Неспання, (1889)

Неспання — це щоденно повторюваний стан мозку та ступінь ясності свідомості, коли людина перебуває у притомності й бере участь у когерентних пізнавальних і поведінкових реакціях на зовнішній світ. Неспання є протилежністю стану сну, під час якого більшість зовнішніх вхідних даних до мозку вилучаються із нейронної обробки.

## Вплив на мозок
Чим довше мозок перебуває у стані неспання, тим більша частота синхронних збуджень нейронів кори головного мозку. Доведено, що після тривалих періодів сну, швидкість і синхронність роботи нейронів зменшуються.
Іншим наслідком неспання є зменшення глікогену, що утримується в астроцитах, які забезпечують енергією нейрони. Дослідження показали, що одним із основних призначень сну, є поповнення цього джерела енергії — глікогену.

## Обслуговування мозком
Основні статті: Ретикулярна формація та Збудження
Неспання виникає у підсумку складної взаємодії між кількома нейромедіаторними системами, що виникають у стовбурі головного мозку та піднімаються через середній мозок, гіпоталамус, таламус і базальний передній мозок. Задній гіпоталамус відіграє вирішальну роль у підтримці коркової активації, яка лежить в основі неспання. Кілька систем, що виникають у цій частині мозку, підтримують/забезпечують перехід від неспання до сну та від сну до неспання.  Гістамінові нейрони в туберомамілярному ядрі та прилеглому задньому гіпоталамусі виступають у весь мозок і є найбільш селективною системою, ідентифікованою в мозку, на даний час. Ще однією основною системою, є орексини (також відомі як гіпокретини), котрі проєктують нейрони. Вони існують в областях, прилеглих до гістамінових нейронів, і як і вони, широко розповсюджуються на більшість областей мозку та пов'язуються зі збудженням. Встановлено, що нестача орексинів є причиною нарколепсії.
Дослідження показують, що нейрони орексину та гістаміну відіграють різні, але взаємодоповнювальні ролі у підтриманні неспання, водночас орексин більше залучений у поведінку неспання, а гістамін — у пізнання та запуск коркової ЕЕГ.
Було припущено, що плід не спить, а неспання виникає у новонародженого через стрес від народження та пов’язану з ним активацію блакитної плями (locus coeruleus).